# District de Truong Sa
Truong Sa est une île et un district rural de la province de Quảng Nam, dans la région de la Côte centrale du Sud du Viêt Nam.
C'est une île des Îles Spratleys

## Géographie
Le district a une superficie de 496 km2.